# 1181 Lilith
1181 Lilith este un asteroid din centura principală, descoperit pe 11 februarie 1927, de Veniamin Jehovski.